# Lithosia eburneola
Lithosia eburneola là một loài bướm đêm thuộc phân họ Arctiinae, họ Erebidae.